# Rudawy

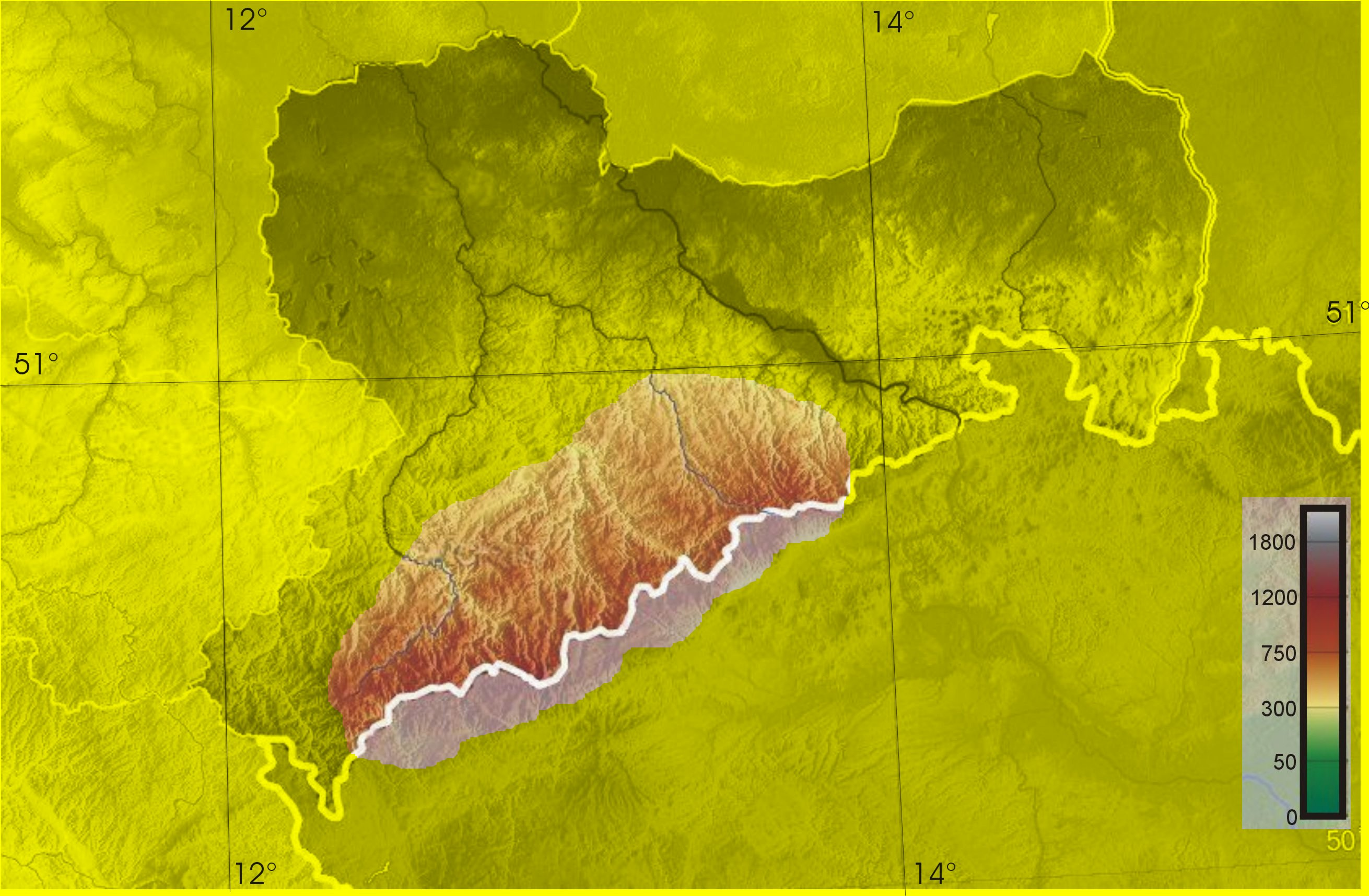
Rudawy na mapie Saksonii

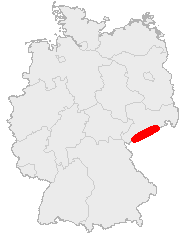
Rudawy na mapie Niemiec

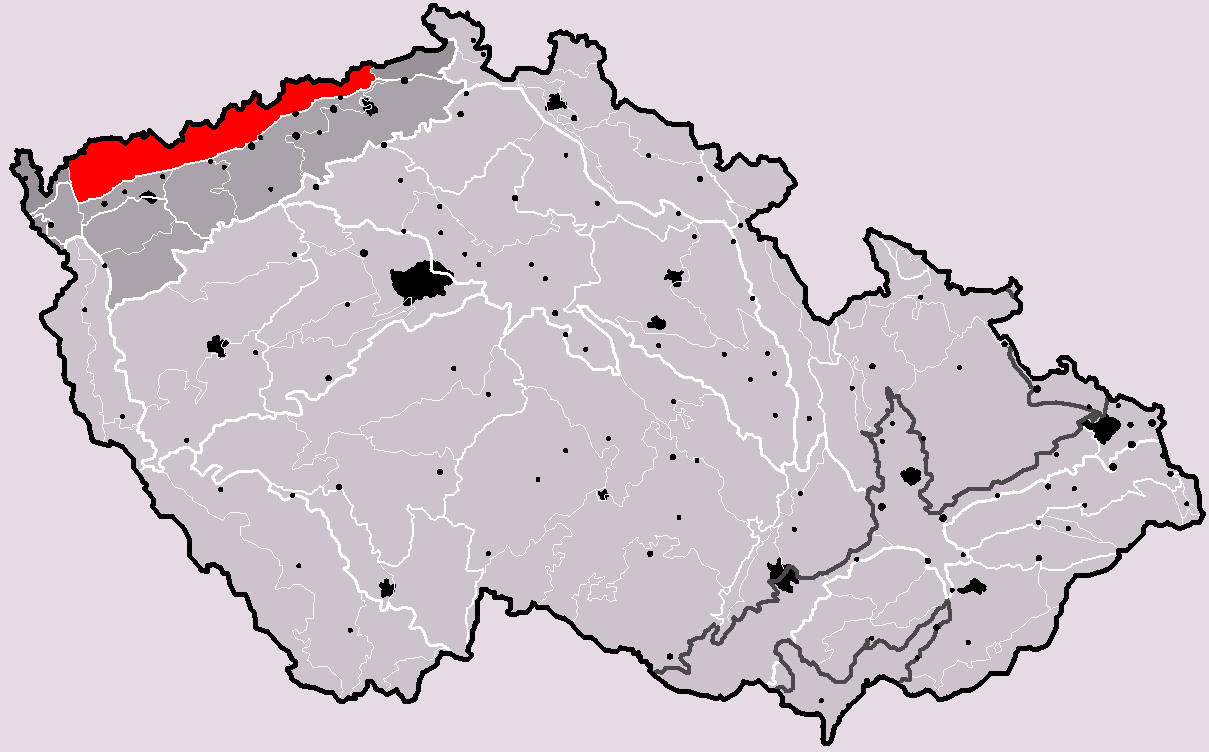
Rudawy na mapie Czech

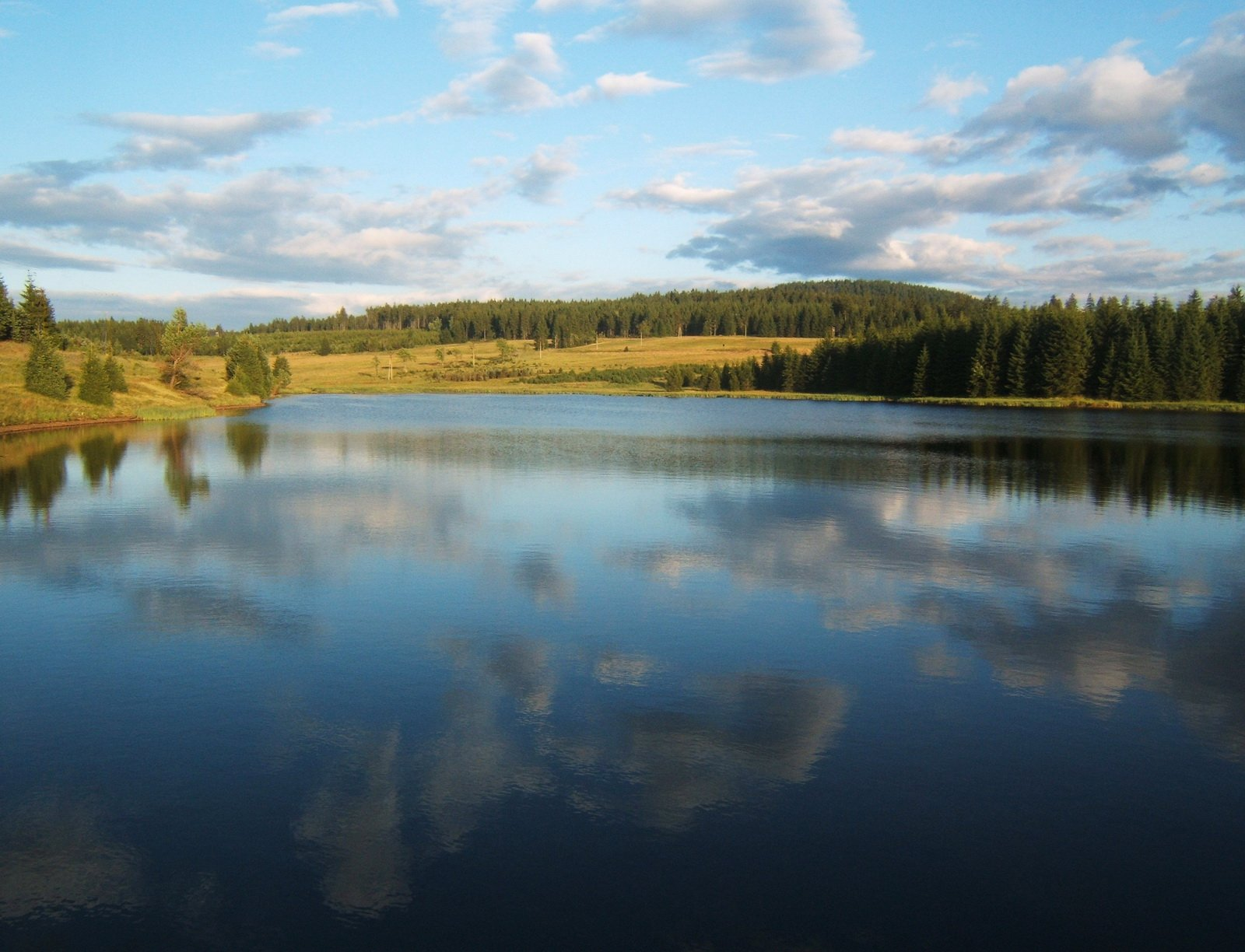
Jezioro koło osady Myslivny w czeskich Rudawach

Rudawy (331.1; dawniej Góry Kruszcowe, niem. Erzgebirge, cz. Krušné hory) – pasmo górskie o długości ok. 150 km i szerokości ok. 40 km w północnych Czechach i południowo-wschodnich Niemczech (Saksonia) w sąsiedztwie doliny Łaby. Stanowi fragment Krainy Rudaw (cz. Krušnohorská subprovincie).

## Opis
Są częścią Masywu Czeskiego. Rozciągają się od Smreczan na zachodzie do Wyżyny Dieczyńskiej na wschodzie. Po wschodniej stronie Łaby przechodzą w Góry Łużyckie. Najwyższym szczytem Rudaw jest czeski Klínovec (niem. Keilberg) – 1244 m n.p.m., najwyższym szczytem po stronie niemieckiej – Fichtelberg (1215 m n.p.m.). Największe miasta w pobliżu to Drezno i Chemnitz.

## Nazwa
Zarówno w językach czeskim i niemieckim, jak i polskim nazwa pasma odnosi się do bogatych pokładów rud i kruszców srebra, cyny, żelaza, miedzi, wydobywanych tutaj od średniowiecza (później zaczęto wydobywać także kobalt, uran i fluoryt).

## Podział
Rudawy dzielą się na dwie części:
- Klínovecká hornatina
- Loučenská hornatina

## Budowa geologiczna
Rudawy zbudowane są ze skał metamorficznych, głównie gnejsów. W trzeciorzędzie nastąpiło potrzaskanie i wydźwignięcie gór w formie zrębów.

## Ważniejsze miejscowości
Ważniejsze miejscowości to: Ústí nad Labem, Krupka, Chabařovice, Teplice, Duchcov, Litvínov, Most, Chomutov, Kadaň, Klášterec nad Ohří, Ostrov, Jáchymov, Karlovy Vary, Sokolov, Zwickau, Freiberg, Chemnitz, Drezno.
W górach tych znajduje się kilka via ferrat.